# Colours
Colours é o terceiro álbum de estúdio da banda Resurrection Band, lançado em 1980.
Foi o primeiro disco da banda editado sob o selo da gravadora Light Records.
| Críticas profissionais                                                      | Críticas profissionais |
| Avaliações da crítica                                                       | Avaliações da crítica  |
| Fonte                                                                       | Avaliação              |
| --------------------------------------------------------------------------- | ---------------------- |
| Firestream                                                                  | [ 4 ]                  |
| Esta tabela precisa de ser acompanhada por texto em prosa. Consulte o guia. |                        |

## Faixas
Todas as faixas por Glenn Kaiser, exceto onde anotado
1. "Autograph" – 4:03
2. "Colours" – 4:58
3. "N.Y.C." (Kaiser, Jim Denton) – 3:24
4. "Hidden Man" – 2:48
5. "Amazing" (Kaiser, Denton) – 2:22
6. "American Dream" (Jon Trott, Kaiser, Denton) – 3:24
7. "Benny & Sue" (Jon Trott, Kaiser, Denton, Stu Heiss) – 3:53
8. "City Streets" (Kaiser, Trott, Denton) – 3:22
9. "Beggar in the Alleyway" (Kaiser, Heiss) – 3:57
10. "The Struggle" (Kaiser, Denton, Heiss) – 3:45

## Créditos
- Glenn Kaiser - Vocal, guitarra
- Wendi Kaiser - Vocal
- Stu Heiss - Guitarra
- Jim Denton - Baixo
- John Herrin - Bateria